# Tomáš Ujfaluši
Tomáš Ujfaluši (Rýmařov, 24 marzo 1978) è un dirigente sportivo ed ex calciatore ceco, di ruolo difensore.
È il 9º miglior calciatore ceco del decennio 2000-2010 secondo la rivista ceca Lidové noviny.

## Caratteristiche tecniche
Difensore centrale, poteva essere schierato anche come terzino destro. Buon difensore dotato di buon fisico e capace di dare buona sicurezza al reparto arretrato, uso dei piedi discreto, specialista nei palloni aerei, alternava interventi irruenti a contrasti eleganti.

## Carriera

### Club

#### Gli esordi in Repubblica Ceca e Amburgo
Ujfaluši, di origine ungherese (Tamás Újfalusi in ungherese), si appassiona al calcio all'età di 4 anni. Comincia a giocare nel TJ Rymarov, la squadra della sua città. All'età di 18 anni viene ingaggiato dal SK Sigma Olomouc. Diventa titolare inamovibile della squadra ceca (82 presenze e 3 gol) e a gennaio 2001 riceve un'offerta dalla Germania.
Il Sigma Olomouc riceve 50 milioni di corone (pari a circa 2 milioni di euro) dall'Amburgo, dove si trasferisce Ujfaluši. Diventa quasi subito un simbolo della compagine tedesca. Le ottime prestazioni del difensore ceco sono interrotte da un infortunio al ginocchio, dopo il quale il giocatore si riprende perfettamente.

#### Fiorentina
Il 31 luglio 2004 Ujfaluši realizza un suo sogno d'infanzia quando viene acquistato da una squadra partecipante al campionato italiano, la Fiorentina, che dopo averlo notato agli Europei paga il suo cartellino tra i sei e i sette milioni di euro. La prima stagione in viola è difficile: molti cambi di allenatore e la squadra che si salva all'ultima giornata, inoltre Tomáš subisce un grave infortunio che lo tiene lontano dai campi per tre mesi. Nella stagione 2005-2006 tutto cambia. Il nuovo mister Cesare Prandelli, soddisfatto della coppia centrale Dainelli-Gamberini, decide di dirottare Ujfaluši sulla fascia destra. Mister Prandelli continua a schierarlo in quel ruolo anche nelle stagioni successive.
È stato il vice capitano della squadra gigliata. Soprannominato Ufo dalla tifoseria viola.

#### Atlético Madrid
Alla fine della stagione 2007-2008 non rinnova il contratto con la Fiorentina e rimane quindi svincolato. Il 1º luglio 2008 diventa ufficialmente un giocatore dell'Atletico Madrid. Nelle stagioni con la squadra spagnola indossa la maglia numero 17. In campionato non raccoglie successi, che invece arrivano in Europa con la vittoria dell'UEFA Europa League 2010 e della Supercoppa Europea 2010 rispettivamente contro Fulham e Inter. Il 6 gennaio 2009 segna il suo primo gol con i colchoneros, realizzando il gol della bandiera in Coppa del Re, durante gli ottavi, contro il Barcellona. Con il club madrileno esordisce anche in Champions League, dopo la fase di preliminari, infatti è nel girone D e gioca la prima in trasferta nella vittoria per 0-3 contro il PSV Eindhoven.

#### Galatasaray e Sparta Praga
Il 20 giugno 2011, dopo tre anni di permanenza nel club madrileno, viene presentato alla stampa turca dal Galatasaray. Il calciatore si lega al club di Istanbul con un contratto biennale con un ingaggio da due milioni di euro annui. Esordisce in maglia giallorossa nel settembre successivo in trasferta contro il Basaksehir (sconfitta per 2-0). Nella prima stagione vince però, subito il Campionato turco e si qualifica con la squadra alla Champions League 2012-2013. Raggiunge i Quarti di finale della massima competizione europea, uscendo sconfitto solo nel doppio confronto contro il Real Madrid. Nella stessa stagione bissa la vittoria del campionato.
L'8 agosto 2013, firma un contratto annuale con lo Sparta Praga.
Nell'arco della sua permanenza disputa solo 2 partite di coppa, senza mai esordire nel campionato ceco 2013-2014. Il 2 dicembre 2013 annuncia il suo ritiro dal calcio giocato tramite un messaggio sul proprio profilo Twitter ufficiale.

### Nazionale

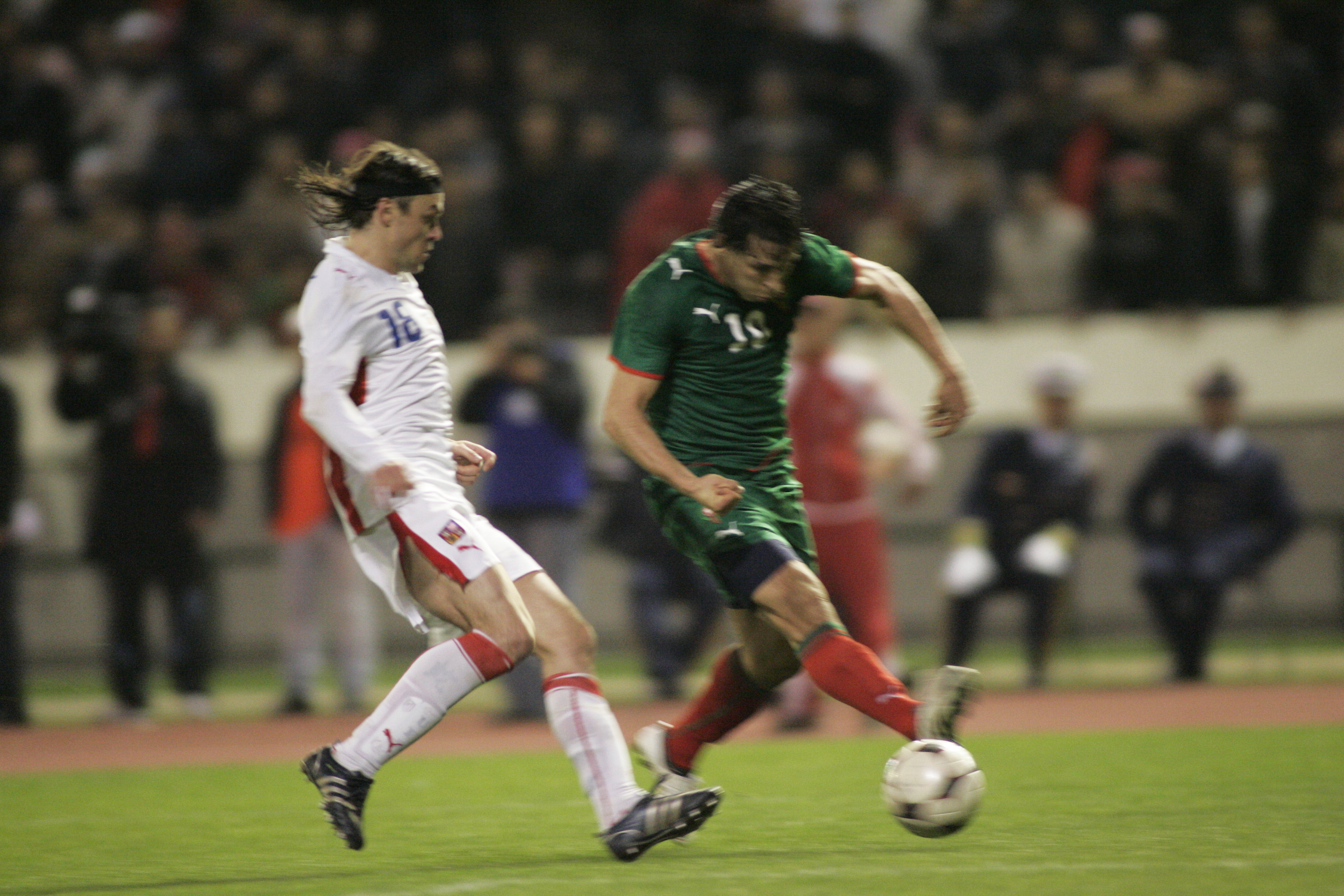
Ujfaluši (sulla sinistra) in azione con la divisa della Nazionale ceca

Con la Repubblica Ceca Under-21 ha raggiunto il 2º posto agli Europei 2000 Under-21, perdendo la finale per 2-1 contro l'Italia.
Ha esordito con la maglia della Repubblica Ceca maggiore nel 2001 nella partita pareggiata 1-1 contro la Macedonia. Da allora è stato quasi sempre convocato divenendo un elemento importantissimo della Nazionale tanto da divenirne il capitano. Ha partecipato e raggiunto la Semifinale degli Europei 2004, persa poi contro la Grecia dopo i tempi supplementari.
È al 9º posto come presenze nella nazionale ceca.
A seguito della sconfitta casalinga contro la Slovacchia del 1º aprile 2009, costata l'esonero del commissario tecnico Petr Rada e il quarto posto nel girone 3 di qualificazione per Sudafrica 2010, i media cechi hanno polemizzato sul rendimento del giocatore e della Nazionale. Le critiche si sono accentuate dopo che la stampa ha pubblicato alcune foto scandalistiche in cui Ujfalusi e alcuni suoi compagni - Baroš, Kováč, Fenin, Matějovský e Svěrkoš - nonostante la sconfitta festeggiavano in compagnia di prostitute. Il difensore a seguito di questa situazione l'8 aprile 2009, in un comunicato, ha deciso di non rispondere più alle chiamate della propria nazionale.

### Dopo il ritiro
Il 19 dicembre 2013 diventa direttore sportivo del Galatasaray, squadra in cui aveva militato qualche anno prima.

## Statistiche

### Presenze e reti nei club
Statistiche aggiornate al 19 maggio 2013.
| Stagione               | Squadra                | Campionato             | Campionato | Campionato | Coppe nazionali | Coppe nazionali | Coppe nazionali | Coppe europee | Coppe europee | Coppe europee | Altre coppe | Altre coppe | Altre coppe | Totale | Totale |
| Stagione               | Squadra                | Comp                   | Pres       | Reti       | Comp            | Pres            | Reti            | Comp          | Pres          | Reti          | Comp        | Pres        | Reti        | Pres   | Reti   |
| ---------------------- | ---------------------- | ---------------------- | ---------- | ---------- | --------------- | --------------- | --------------- | ------------- | ------------- | ------------- | ----------- | ----------- | ----------- | ------ | ------ |
| 1996-1997              | Sigma Olomouc          | 1L                     | 18         | 1          | CC              | -               | -               | -             | -             | -             | -           | -           | -           | 18     | 1      |
| 1997-1998              | Sigma Olomouc          | 1L                     | 11         | 2          | CC              | -               | -               | -             | -             | -             | -           | -           | -           | 11     | 2      |
| 1998-1999              | Sigma Olomouc          | 1L                     | 28         | 1          | CC              | -               | -               | CU            | 4             | 0             | -           | -           | -           | 32     | 1      |
| 1999-2000              | Sigma Olomouc          | 1L                     | 29         | 0          | CC              | -               | -               | CU            | 3             | 0             | -           | -           | -           | 32     | 0      |
| 2000-gen. 2001         | Sigma Olomouc          | 1L                     | 14         | 0          | CC              | -               | -               | Int           | 3             | 0             | -           | -           | -           | 14     | 0      |
| Totale Sigma Olomouc   | Totale Sigma Olomouc   | Totale Sigma Olomouc   | 100        | 4          |                 | -               | -               |               | 10            | 0             |             | -           | -           | 110    | 4      |
| gen.-giu. 2001         | Amburgo                | BL                     | 19         | 0          | CG              | -               | -               | -             | -             | -             | CdL         | -           | -           | 19     | 0      |
| 2001-2002              | Amburgo                | BL                     | 29         | 1          | CG              | 1               | 0               | -             | -             | -             | -           | -           | -           | 30     | 1      |
| 2002-2003              | Amburgo                | BL                     | 31         | 2          | CG              | 3               | 0               | -             | -             | -             | -           | -           | -           | 34     | 2      |
| 2003-2004              | Amburgo                | BL                     | 26         | 0          | CG              | 3               | 0               | CU            | 2             | 0             | CdL         | 2           | 0           | 33     | 0      |
| Totale Amburgo         | Totale Amburgo         | Totale Amburgo         | 105        | 3          |                 | 7               | 0               |               | 2             | 0             |             | 2           | 0           | 116    | 2      |
| 2004-2005              | Fiorentina             | A                      | 28         | 0          | CI              | 4               | 0               | -             | -             | -             | -           | -           | -           | 32     | 0      |
| 2005-2006              | Fiorentina             | A                      | 36         | 1          | CI              | 5               | 0               | -             | -             | -             | -           | -           | -           | 41     | 1      |
| 2006-2007              | Fiorentina             | A                      | 31         | 1          | CI              | 2               | 0               | -             | -             | -             | -           | -           | -           | 33     | 1      |
| 2007-2008              | Fiorentina             | A                      | 28         | 0          | CI              | 2               | 0               | CU            | 13            | 0             | -           | -           | -           | 43     | 0      |
| Totale Fiorentina      | Totale Fiorentina      | Totale Fiorentina      | 123        | 2          |                 | 13              | 0               |               | 13            | 0             |             | -           | -           | 149    | 2      |
| 2008-2009              | Atlético Madrid        | PD                     | 33         | 0          | CR              | 1               | 1               | UCL           | 7             | 0             | -           | -           | -           | 41     | 1      |
| 2009-2010              | Atlético Madrid        | PD                     | 27         | 0          | CR              | 9               | 1               | UCL+UEL       | 6+8           | 0             | -           | -           | -           | 50     | 1      |
| 2010-2011              | Atlético Madrid        | PD                     | 32         | 0          | CR              | 5               | 0               | UEL           | 4             | 0             | SU          | 1           | 0           | 42     | 0      |
| Totale Atlético Madrid | Totale Atlético Madrid | Totale Atlético Madrid | 92         | 0          |                 | 15              | 2               |               | 25            | 0             |             | 1           | 0           | 133    | 2      |
| 2011-2012              | Galatasaray            | SL                     | 33+6       | 1          | TK              | 1               | 0               | -             | -             | -             | -           | -           | -           | 40     | 1      |
| 2012-2013              | Galatasaray            | SL                     | 2          | 0          | TK              | 0               | 0               | UCL           | 0             | 0             | ST          | 0           | 0           | 2      | 0      |
| Totale Galatasaray     | Totale Galatasaray     | Totale Galatasaray     | 35+6       | 1          |                 | 1               | 0               |               | 0             | 0             |             | -           | -           | 42     | 1      |
| 2013-2014              | Sparta Praga           | 1L                     | 0          | 0          | CC              | 2               | 0               | UEL           | 0             | 0             | -           | -           | -           | 2      | 0      |
| Totale carriera        | Totale carriera        | Totale carriera        | 455+6      | 10         |                 | 38              | 2               |               | 50            | 0             |             | 3           | 0           | 552    | 12     |

### Cronologia presenze e reti in Nazionale
| Cronologia completa delle presenze e delle reti in nazionale ― Rep. Ceca | Cronologia completa delle presenze e delle reti in nazionale ― Rep. Ceca | Cronologia completa delle presenze e delle reti in nazionale ― Rep. Ceca | Cronologia completa delle presenze e delle reti in nazionale ― Rep. Ceca | Cronologia completa delle presenze e delle reti in nazionale ― Rep. Ceca | Cronologia completa delle presenze e delle reti in nazionale ― Rep. Ceca | Cronologia completa delle presenze e delle reti in nazionale ― Rep. Ceca | Cronologia completa delle presenze e delle reti in nazionale ― Rep. Ceca |
| Data                                                                     | Città                                                                    | In casa                                                                  | Risultato                                                                | Ospiti                                                                   | Competizione                                                             | Reti                                                                     | Note                                                                     |
| ------------------------------------------------------------------------ | ------------------------------------------------------------------------ | ------------------------------------------------------------------------ | ------------------------------------------------------------------------ | ------------------------------------------------------------------------ | ------------------------------------------------------------------------ | ------------------------------------------------------------------------ | ------------------------------------------------------------------------ |
| 28-2-2001                                                                | Skopje                                                                   | Macedonia                                                                | 1 – 1                                                                    | Rep. Ceca                                                                | Amichevole                                                               | -                                                                        |                                                                          |
| 24-3-2001                                                                | Belfast                                                                  | Irlanda del Nord                                                         | 0 – 1                                                                    | Rep. Ceca                                                                | Qual. Mondiali 2002                                                      | -                                                                        |                                                                          |
| 28-3-2001                                                                | Praga                                                                    | Rep. Ceca                                                                | 0 – 0                                                                    | Danimarca                                                                | Qual. Mondiali 2002                                                      | -                                                                        |                                                                          |
| 25-4-2001                                                                | Praga                                                                    | Rep. Ceca                                                                | 1 – 1                                                                    | Belgio                                                                   | Amichevole                                                               | -                                                                        | 46’                                                                      |
| 2-6-2001                                                                 | Copenaghen                                                               | Danimarca                                                                | 2 – 1                                                                    | Rep. Ceca                                                                | Qual. Mondiali 2002                                                      | -                                                                        |                                                                          |
| 10-11-2001                                                               | Bruxelles                                                                | Belgio                                                                   | 1 – 0                                                                    | Rep. Ceca                                                                | Qual. Mondiali 2002                                                      | -                                                                        | 30’                                                                      |
| 13-2-2002                                                                | Nicosia                                                                  | Cipro                                                                    | 3 – 4                                                                    | Rep. Ceca                                                                | Torneo di Cipro 2002 - Finale                                            | -                                                                        |                                                                          |
| 27-3-2002                                                                | Cardiff                                                                  | Galles                                                                   | 0 – 0                                                                    | Rep. Ceca                                                                | Amichevole                                                               | -                                                                        |                                                                          |
| 17-4-2002                                                                | Giannina                                                                 | Grecia                                                                   | 0 – 0                                                                    | Rep. Ceca                                                                | Amichevole                                                               | -                                                                        | 46’                                                                      |
| 21-8-2002                                                                | Olomouc                                                                  | Rep. Ceca                                                                | 4 – 1                                                                    | Slovacchia                                                               | Amichevole                                                               | -                                                                        |                                                                          |
| 6-9-2002                                                                 | Praga                                                                    | Rep. Ceca                                                                | 5 – 0                                                                    | Jugoslavia                                                               | Amichevole                                                               | 2                                                                        | 79’                                                                      |
| 12-10-2002                                                               | Chișinău                                                                 | Moldavia                                                                 | 0 – 2                                                                    | Rep. Ceca                                                                | Qual. Euro 2004                                                          | -                                                                        |                                                                          |
| 16-10-2002                                                               | Teplice                                                                  | Rep. Ceca                                                                | 2 – 0                                                                    | Bielorussia                                                              | Qual. Euro 2004                                                          | -                                                                        |                                                                          |
| 20-11-2002                                                               | Teplice                                                                  | Rep. Ceca                                                                | 3 – 3                                                                    | Svezia                                                                   | Amichevole                                                               | -                                                                        | 16’                                                                      |
| 12-2-2003                                                                | Saint-Denis                                                              | Francia                                                                  | 0 – 2                                                                    | Rep. Ceca                                                                | Amichevole                                                               | -                                                                        |                                                                          |
| 29-3-2003                                                                | Rotterdam                                                                | Paesi Bassi                                                              | 1 – 1                                                                    | Rep. Ceca                                                                | Qual. Euro 2004                                                          | -                                                                        |                                                                          |
| 2-4-2003                                                                 | Praga                                                                    | Rep. Ceca                                                                | 4 – 0                                                                    | Austria                                                                  | Qual. Euro 2004                                                          | -                                                                        |                                                                          |
| 30-4-2003                                                                | Teplice                                                                  | Rep. Ceca                                                                | 4 – 0                                                                    | Turchia                                                                  | Amichevole                                                               | -                                                                        |                                                                          |
| 11-6-2003                                                                | Olomouc                                                                  | Rep. Ceca                                                                | 5 – 0                                                                    | Moldavia                                                                 | Qual. Euro 2004                                                          | -                                                                        | 53’                                                                      |
| 6-9-2003                                                                 | Minsk                                                                    | Bielorussia                                                              | 1 – 3                                                                    | Rep. Ceca                                                                | Qual. Euro 2004                                                          | -                                                                        |                                                                          |
| 10-9-2003                                                                | Praga                                                                    | Rep. Ceca                                                                | 3 – 1                                                                    | Paesi Bassi                                                              | Qual. Euro 2004                                                          | -                                                                        | 36’                                                                      |
| 12-11-2003                                                               | Teplice                                                                  | Rep. Ceca                                                                | 5 – 1                                                                    | Canada                                                                   | Amichevole                                                               | -                                                                        |                                                                          |
| 31-3-2004                                                                | Dublino                                                                  | Irlanda                                                                  | 2 – 1                                                                    | Rep. Ceca                                                                | Amichevole                                                               | -                                                                        |                                                                          |
| 28-4-2004                                                                | Praga                                                                    | Rep. Ceca                                                                | 0 – 1                                                                    | Giappone                                                                 | Amichevole                                                               | -                                                                        |                                                                          |
| 2-6-2004                                                                 | Praga                                                                    | Rep. Ceca                                                                | 3 – 1                                                                    | Bulgaria                                                                 | Amichevole                                                               | -                                                                        |                                                                          |
| 6-6-2004                                                                 | Teplice                                                                  | Rep. Ceca                                                                | 2 – 0                                                                    | Estonia                                                                  | Amichevole                                                               | -                                                                        | 46’                                                                      |
| 15-6-2004                                                                | Aveiro                                                                   | Rep. Ceca                                                                | 2 – 1                                                                    | Lettonia                                                                 | Euro 2004 - 1º turno                                                     | -                                                                        |                                                                          |
| 19-6-2004                                                                | Aveiro                                                                   | Paesi Bassi                                                              | 2 – 3                                                                    | Rep. Ceca                                                                | Euro 2004 - 1º turno                                                     | -                                                                        |                                                                          |
| 27-6-2004                                                                | Porto                                                                    | Danimarca                                                                | 0 – 3                                                                    | Rep. Ceca                                                                | Euro 2004 - Quarti                                                       | -                                                                        | Ammonizione                                                              |
| 1-7-2004                                                                 | Porto                                                                    | Rep. Ceca                                                                | 0 – 1 dts                                                                | Grecia                                                                   | Euro 2004 - Semifinale                                                   | -                                                                        |                                                                          |
| 8-9-2004                                                                 | Amsterdam                                                                | Paesi Bassi                                                              | 2 – 0                                                                    | Rep. Ceca                                                                | Qual. Mondiali 2006                                                      | -                                                                        |                                                                          |
| 9-10-2004                                                                | Praga                                                                    | Rep. Ceca                                                                | 1 – 0                                                                    | Romania                                                                  | Qual. Mondiali 2006                                                      | -                                                                        |                                                                          |
| 13-10-2004                                                               | Erevan                                                                   | Armenia                                                                  | 0 – 3                                                                    | Rep. Ceca                                                                | Qual. Mondiali 2006                                                      | -                                                                        |                                                                          |
| 17-11-2004                                                               | Skopje                                                                   | Macedonia                                                                | 0 – 2                                                                    | Rep. Ceca                                                                | Qual. Mondiali 2006                                                      | -                                                                        |                                                                          |
| 26-3-2005                                                                | Teplice                                                                  | Rep. Ceca                                                                | 4 – 3                                                                    | Finlandia                                                                | Qual. Mondiali 2006                                                      | -                                                                        |                                                                          |
| 30-3-2005                                                                | Andorra La Vella                                                         | Andorra                                                                  | 0 – 4                                                                    | Rep. Ceca                                                                | Qual. Mondiali 2006                                                      | -                                                                        |                                                                          |
| 4-6-2005                                                                 | Liberec                                                                  | Rep. Ceca                                                                | 8 – 1                                                                    | Andorra                                                                  | Qual. Mondiali 2006                                                      | -                                                                        |                                                                          |
| 8-6-2005                                                                 | Teplice                                                                  | Rep. Ceca                                                                | 6 – 1                                                                    | Macedonia                                                                | Qual. Mondiali 2006                                                      | -                                                                        |                                                                          |
| 17-8-2005                                                                | Göteborg                                                                 | Svezia                                                                   | 2 – 1                                                                    | Rep. Ceca                                                                | Amichevole                                                               | -                                                                        | 89’                                                                      |
| 2-9-2005                                                                 | Constanţa                                                                | Romania                                                                  | 2 – 0                                                                    | Rep. Ceca                                                                | Qual. Mondiali 2006                                                      | -                                                                        |                                                                          |
| 7-9-2005                                                                 | Olomouc                                                                  | Rep. Ceca                                                                | 4 – 1                                                                    | Armenia                                                                  | Qual. Mondiali 2006                                                      | -                                                                        |                                                                          |
| 8-10-2005                                                                | Praga                                                                    | Rep. Ceca                                                                | 0 – 2                                                                    | Paesi Bassi                                                              | Qual. Mondiali 2006                                                      | -                                                                        | 14’                                                                      |
| 12-10-2005                                                               | Helsinki                                                                 | Finlandia                                                                | 0 – 3                                                                    | Rep. Ceca                                                                | Qual. Mondiali 2006                                                      | -                                                                        |                                                                          |
| 12-11-2005                                                               | Oslo                                                                     | Norvegia                                                                 | 0 – 1                                                                    | Rep. Ceca                                                                | Qual. Mondiali 2006                                                      | -                                                                        |                                                                          |
| 16-11-2005                                                               | Praga                                                                    | Rep. Ceca                                                                | 1 – 0                                                                    | Norvegia                                                                 | Qual. Mondiali 2006                                                      | -                                                                        |                                                                          |
| 1-3-2006                                                                 | Smirne                                                                   | Turchia                                                                  | 2 – 2                                                                    | Rep. Ceca                                                                | Amichevole                                                               | -                                                                        |                                                                          |
| 26-5-2006                                                                | Innsbruck                                                                | Rep. Ceca                                                                | 2 – 0                                                                    | Arabia Saudita                                                           | Amichevole                                                               | -                                                                        |                                                                          |
| 3-6-2006                                                                 | Praga                                                                    | Rep. Ceca                                                                | 3 – 0                                                                    | Trinidad e Tobago                                                        | Amichevole                                                               | -                                                                        |                                                                          |
| 12-6-2006                                                                | Gelsenkirchen                                                            | Stati Uniti                                                              | 0 – 3                                                                    | Rep. Ceca                                                                | Mondiali 2006 - 1º turno                                                 | -                                                                        |                                                                          |
| 17-6-2006                                                                | Colonia                                                                  | Ghana                                                                    | 2 – 0                                                                    | Rep. Ceca                                                                | Mondiali 2006 - 1º turno                                                 | -                                                                        | 65’                                                                      |
| 16-8-2006                                                                | Uherské Hradiště                                                         | Rep. Ceca                                                                | 1 – 3                                                                    | Serbia                                                                   | Amichevole                                                               | -                                                                        |                                                                          |
| 2-9-2006                                                                 | Teplice                                                                  | Rep. Ceca                                                                | 2 – 1                                                                    | Galles                                                                   | Qual. Euro 2008                                                          | -                                                                        |                                                                          |
| 6-9-2006                                                                 | Bratislava                                                               | Slovacchia                                                               | 0 – 3                                                                    | Rep. Ceca                                                                | Qual. Euro 2008                                                          | -                                                                        |                                                                          |
| 7-10-2006                                                                | Liberec                                                                  | Rep. Ceca                                                                | 7 – 0                                                                    | San Marino                                                               | Qual. Euro 2008                                                          | -                                                                        |                                                                          |
| 11-10-2006                                                               | Dublino                                                                  | Irlanda                                                                  | 1 – 1                                                                    | Rep. Ceca                                                                | Qual. Euro 2008                                                          | -                                                                        |                                                                          |
| 15-11-2006                                                               | Praga                                                                    | Rep. Ceca                                                                | 1 – 1                                                                    | Danimarca                                                                | Amichevole                                                               | -                                                                        | cap.                                                                     |
| 7-2-2007                                                                 | Bruxelles                                                                | Belgio                                                                   | 0 – 2                                                                    | Rep. Ceca                                                                | Amichevole                                                               | -                                                                        |                                                                          |
| 24-3-2007                                                                | Praga                                                                    | Rep. Ceca                                                                | 1 – 2                                                                    | Germania                                                                 | Qual. Euro 2008                                                          | -                                                                        | 84’                                                                      |
| 28-3-2007                                                                | Liberec                                                                  | Rep. Ceca                                                                | 1 – 0                                                                    | Cipro                                                                    | Qual. Euro 2008                                                          | -                                                                        |                                                                          |
| 2-6-2007                                                                 | Cardiff                                                                  | Galles                                                                   | 0 – 0                                                                    | Rep. Ceca                                                                | Qual. Euro 2008                                                          | -                                                                        |                                                                          |
| 22-8-2007                                                                | Vienna                                                                   | Austria                                                                  | 1 – 1                                                                    | Rep. Ceca                                                                | Amichevole                                                               | -                                                                        |                                                                          |
| 8-9-2007                                                                 | Serravalle                                                               | San Marino                                                               | 0 – 3                                                                    | Rep. Ceca                                                                | Qual. Euro 2008                                                          | -                                                                        |                                                                          |
| 12-9-2007                                                                | Praga                                                                    | Rep. Ceca                                                                | 1 – 0                                                                    | Irlanda                                                                  | Qual. Euro 2008                                                          | -                                                                        | 45’                                                                      |
| 17-10-2007                                                               | Monaco di Baviera                                                        | Germania                                                                 | 0 – 3                                                                    | Rep. Ceca                                                                | Qual. Euro 2008                                                          | -                                                                        |                                                                          |
| 6-2-2008                                                                 | Larnaca                                                                  | Rep. Ceca                                                                | 0 – 2                                                                    | Polonia                                                                  | Amichevole                                                               | -                                                                        | cap. 46’                                                                 |
| 26-3-2008                                                                | Herning                                                                  | Danimarca                                                                | 1 – 1                                                                    | Rep. Ceca                                                                | Amichevole                                                               | -                                                                        | cap.                                                                     |
| 27-5-2008                                                                | Praga                                                                    | Rep. Ceca                                                                | 2 – 0                                                                    | Lituania                                                                 | Amichevole                                                               | -                                                                        | cap. 75’                                                                 |
| 30-5-2008                                                                | Praga                                                                    | Rep. Ceca                                                                | 3 – 1                                                                    | Scozia                                                                   | Amichevole                                                               | -                                                                        | cap. 46’                                                                 |
| 7-6-2008                                                                 | Basilea                                                                  | Svizzera                                                                 | 0 – 1                                                                    | Rep. Ceca                                                                | Euro 2008 - 1º turno                                                     | -                                                                        | cap.                                                                     |
| 11-6-2008                                                                | Ginevra                                                                  | Rep. Ceca                                                                | 1 – 3                                                                    | Portogallo                                                               | Euro 2008 - 1º turno                                                     | -                                                                        | cap.                                                                     |
| 15-6-2008                                                                | Ginevra                                                                  | Rep. Ceca                                                                | 2 – 3                                                                    | Turchia                                                                  | Euro 2008 - 1º turno                                                     | -                                                                        | cap. 90+4’                                                               |
| 20-8-2008                                                                | Londra                                                                   | Inghilterra                                                              | 2 – 2                                                                    | Rep. Ceca                                                                | Amichevole                                                               | -                                                                        | cap.                                                                     |
| 10-9-2008                                                                | Belfast                                                                  | Irlanda del Nord                                                         | 0 – 0                                                                    | Rep. Ceca                                                                | Qual. Mondiali 2010                                                      | -                                                                        | cap. 61’                                                                 |
| 11-10-2008                                                               | Chorzów                                                                  | Polonia                                                                  | 2 – 1                                                                    | Rep. Ceca                                                                | Qual. Mondiali 2010                                                      | -                                                                        | cap.                                                                     |
| 15-10-2008                                                               | Teplice                                                                  | Rep. Ceca                                                                | 1 – 0                                                                    | Slovenia                                                                 | Qual. Mondiali 2010                                                      | -                                                                        | cap.                                                                     |
| 19-11-2008                                                               | Serravalle                                                               | San Marino                                                               | 0 – 3                                                                    | Rep. Ceca                                                                | Qual. Mondiali 2010                                                      | -                                                                        | cap.                                                                     |
| 11-2-2009                                                                | Casablanca                                                               | Marocco                                                                  | 0 – 0                                                                    | Rep. Ceca                                                                | Amichevole                                                               | -                                                                        | cap.                                                                     |
| 28-3-2009                                                                | Maribor                                                                  | Slovenia                                                                 | 0 – 0                                                                    | Rep. Ceca                                                                | Qual. Mondiali 2010                                                      | -                                                                        | cap. 87’                                                                 |
| Totale                                                                   |                                                                          | Presenze                                                                 | 78                                                                       |                                                                          | Reti                                                                     | 2                                                                        |                                                                          |

## Palmarès

### Club

#### Competizioni nazionali
- Coppa di Lega tedesca: 1

Amburgo: 2003
- Campionato turco: 2

Galatasaray: 2011-2012, 2012-2013

#### Competizioni internazionali
- UEFA Europa League: 1

Atlético Madrid: 2009-2010
- Supercoppa UEFA: 1

Atlético Madrid: 2010